# Ladislav Dědourek
Ladislav Dědourek (27. dubna 1912, Třebechovice pod Orebem – 4. září 1986, tamtéž) byl knihkupec, nakladatel a amatérský fotograf.

## Život
Vyučil se knihkupcem v podniku svého otce. V roce 1935 se stal spoluvlastníkem otcova nakladatelství a zasloužil se o změnu jeho orientace na kvalitní původní českou tvorbu. Spolupracoval a přátelil se s mnoha spisovateli a výtvarníky, jako byli Jaroslav Benda, Pavel Bojar, Zdeněk Burian, František Halas, František Hrubín, Vladimír Kovářík, Miloš Kratochvíl, Josef Štefan Kubín, Rudolf Lužík,Sergej Machonin, Leontýna Mašínová, Hermína Melicharová, Vladimír Müller, Zdeněk Sklenář, Kamila Sojková, Max Švabinský, Miroslav Troup, František Karel Zeman a další.
Činnost nakladatelství byla po únoru 1948 ukončena rozhodnutím ze dne 15. září 1950. Ladislav Dědourek poté pracoval jako sadař u správy silnic. Později byl knihkupcem v Československé katolické charitě v Hradci Králové.

### Třebechovický betlém
Přátelil se s Františkem Skřivanem a Marcelem Kubcem. S nimi a s několika dalšími osobami se postavili za záchranu Třebechovického betlému, když se třebechovický komunistický předák Jan Vokoun dožadoval na ministerstvu kultury jeho likvidace. Po dobu osmi měsíců na přelomu let 1965–1966 podrobně fotograficky dokumentoval betlém ve spolupráci se sochařem Františkem Bartošem, který v té době prováděl jeho generální opravu. Jedná se o soubor černobílých fotografií formátu 6 × 9 cm a o barevné fotografie 10 × 15 cm a 18 × 24 cm. Barevné fotografie jsou kvůli nedokonalé technice poloviny šedesátých let degradovány. Soubor černobílých fotografií je ale velice cenným dokumentem stavu betlému před cestou do Montrealu. Fotografie byly použity i v několika publikacích.

## Spisy

### Editor
- Vánoce, nabídkový katalog s kalendáriem na rok 1967, Třebechovice pod Orebem : Knihkupectví České katolické charity, 1966
- Sláva na výsostech Bohu a na zemi pokoj lidem dobré vůle, nabídkový katalog s kalendáriem na rok 1968, Třebechovice pod Orebem : Knihkupectví České katolické charity
- Třebechovický Proboštův betlém. Třebechovice pod Orebem : MěNV Třebechovice pod Orebem, 1970, cizojazyčná resumé: (rusky), (anglicky), (francouzsky), (německy)

### Autor fotografií
- Zemanová, Zita: Třebechovický Proboštův betlém, Třebechovice pod Orebem : Třebechovické muzeum betlémů, 1999 - brožura k 150. výročí narození Josefa Probošta
- Vánoce, nabídkový katalog s kalendáriem na rok 1967, Třebechovice pod Orebem : Knihkupectví České katolické charity, 1966
- Sláva na výsostech Bohu a na zemi pokoj lidem dobré vůle, nabídkový katalog s kalendáriem na rok 1968, Třebechovice pod Orebem : Knihkupectví České katolické charity